# Lista de presidentes do Sport Club Corinthians Paulista
Esta é a lista de presidentes do Sport Club Corinthians Paulista desde 1 de setembro de 1910 até os dias atuais. O presidente do Corinthians, conforme estabelecido em seu estatuto, assume responsabilidades ligadas à gestão e administração do Sport Club Corinthians Paulista. Ele lidera a gestão executiva do clube, representando-o em eventos, reuniões e negociações. Além disso, é encarregado de participar ou supervisionar negociações para contratação ou venda de atletas, gerenciar as finanças do clube (incluindo orçamento, receitas, despesas e busca por patrocínios) e contribuir para o desenvolvimento da infraestrutura do clube, abrangendo tanto a parte social quanto outras instalações do Corinthians. O presidente também representa o clube em organizações esportivas, ligas e federações, tratando de questões relacionadas a regulamentos e competições.
O cargo de presidente do Corinthians foi instituído pela primeira vez em 1 de setembro de 1910, imediatamente após a fundação do clube, sendo Miguel Battaglia o primeiro a ocupar a posição de presidente do Sport Club Corinthians Paulista.
Ao longo da história do Sport Club Corinthians Paulista, o presidente que deteve o cargo por mais tempo foi o empresário espanhol Vicente Matheus, ele liderou a gestão do Corinthians por 18 anos, em mandatos não consecutivos, entre o período de 1959 até 1991. Em seguida, o segundo presidente que permaneceu à frente da gestão por mais tempo foi o empresário brasileiro Alberto Dualib, que presidiu o Corinthians por 14 anos, entre 1993 até 2007.
A partir de 1914, o presidente do Corinthians começou a ser eleito por meio de votação entre os sócios do clube. Em 2009, uma reformulação no estatuto do clube estabeleceu que o direito ao voto passou a ser exclusivo para os sócios do clube social com no mínimo cinco anos de associação. Além disso, essa reformulação definiu que o mandato presidencial do Corinthians teria a duração de três anos, e a reeleição foi proibida.

## Lista de presidentes
| nº. | Presidente                           | Início do mandato       | Fim do mandato          | Postura ante o antecessor |
| --- | ------------------------------------ | ----------------------- | ----------------------- | ------------------------- |
| 1   | Miguel Battaglia                     | 1 de setembro de 1910   | 15 de setembro de 1910  | primeiro titular          |
| 2   | Alexandre Magnani                    | 1910                    | 1914                    | não conhecida             |
| 3   | Ricardo de Oliveira                  | 1914                    | 1915                    | não conhecida             |
| 4   | João Baptista Maurício               | 1915                    | 1916                    | não conhecida             |
| 5   | João Martins de Oliveira             | 1916                    | 1917                    | não conhecida             |
| ·   | João de Carvalho (interino)          | 1918                    | 1918                    | não conhecida             |
| 6   | Albino Teixeira Pinheiro             | 1918                    | 1920                    | não conhecida             |
| 7   | Guido Giacominelli                   | 1920                    | 1925                    | não conhecida             |
| ·   | Aristides de Macedo Filho (interino) | 1926                    | 1926                    | não conhecida             |
| 8   | Ernesto Cassano                      | 1926                    | 1927                    | não conhecida             |
| 9   | Guido Giacominelli                   | 1927                    | 1928                    | não conhecida             |
| 10  | Ernesto Cassano                      | 1928                    | 1929                    | não conhecida             |
| 11  | José Tipaldi                         | 1929                    | 1930                    | não conhecida             |
| 12  | Felipe Colonna                       | 1930                    | 1930                    | não conhecida             |
| 13  | Alfredo Schürig                      | 1930                    | 1933                    | não conhecida             |
| ·   | João Baptista Maurício (interino)    | 1933                    | 1933                    | não conhecida             |
| 14  | José Martins Costa Júnior            | 1933                    | 1935                    | não conhecida             |
| 15  | Manuel Correcher                     | 1935                    | 1940                    | não conhecida             |
| 16  | Mário Henrique Almeida (interventor) | 1940                    | 1941                    | não conhecida             |
| 17  | Pedro de Sousa                       | 1941                    | 1941                    | não conhecida             |
| 18  | Manuel Domingos Correia              | 1941                    | 1943                    | não conhecida             |
| 19  | Alfredo Ignácio Trindade             | 1943                    | 1945                    | não conhecida             |
| 19  | Alfredo Ignácio Trindade             | 1945                    | 1947                    | não conhecida             |
| 20  | Lourenço Fló Júnior                  | 1947                    | 1949                    | não conhecida             |
| 21  | Alfredo Ignácio Trindade             | 1949                    | 1951                    | não conhecida             |
| 21  | Alfredo Ignácio Trindade             | 1951                    | 1953                    | não conhecida             |
| 21  | Alfredo Ignácio Trindade             | 1953                    | 1955                    | não conhecida             |
| ·   | João Appugliese (interino)           | 1955                    | 1955                    | não conhecida             |
| 21  | Alfredo Ignácio Trindade             | 1955                    | 1955                    | não conhecida             |
| 21  | Alfredo Ignácio Trindade             | 1955                    | 1957                    | não conhecida             |
| 21  | Alfredo Ignácio Trindade             | 1957                    | 1959                    | não conhecida             |
| 22  | Vicente Matheus                      | 1959                    | 1961                    | oposição                  |
| 23  | Wadih Helu                           | 1961                    | 1963                    | oposição                  |
| 23  | Wadih Helu                           | 1963                    | 1965                    | oposição                  |
| 23  | Wadih Helu                           | 1965                    | 1967                    | oposição                  |
| 23  | Wadih Helu                           | 1967                    | 1969                    | oposição                  |
| 23  | Wadih Helu                           | 1969                    | 15 de abril de 1971     | oposição                  |
| 24  | Miguel Martinez                      | 15 de abril de 1971     | 29 de agosto de 1972    | oposição                  |
| 25  | Vicente Matheus                      | 29 de agosto de 1972    | 4 de abril de 1973      | situação                  |
| 25  | Vicente Matheus                      | 4 de abril de 1973      | 23 de março de 1975     | situação                  |
| 25  | Vicente Matheus                      | 23 de março de 1975     | 11 de abril de 1977     | situação                  |
| ·   | Roberto Pasqua (interino)            | 11 de abril de 1977     | 16 de abril de 1977     | situação                  |
| 25  | Vicente Matheus                      | 16 de abril de 1977     | 28 de abril de 1979     | situação                  |
| 25  | Vicente Matheus                      | 28 de abril de 1979     | 9 de abril de 1981      | situação                  |
| 26  | Waldemar Pires                       | 9 de abril de 1981      | 6 de março de 1983      | oposição                  |
| 26  | Waldemar Pires                       | 6 de março de 1983      | 3 de abril de 1985      | oposição                  |
| 27  | Roberto Pasqua                       | 3 de abril de 1985      | 7 de abril de 1987      | oposição                  |
| 28  | Vicente Matheus                      | 7 de abril de 1987      | 7 de abril de 1989      | oposição                  |
| 28  | Vicente Matheus                      | 7 de abril de 1989      | 28 de janeiro de 1991   | oposição                  |
| 29  | Marlene Colla Matheus                | 28 de janeiro de 1991   | 2 de fevereiro de 1993  | situação                  |
| 30  | Alberto Dualib                       | 2 de fevereiro de 1993  | 19 de setembro de 1998  | oposição                  |
| 30  | Alberto Dualib                       | 19 de setembro de 1998  | 3 de fevereiro de 2003  | oposição                  |
| 30  | Alberto Dualib                       | 3 de fevereiro de 2003  | 3 de fevereiro de 2006  | oposição                  |
| 30  | Alberto Dualib                       | 3 de fevereiro de 2006  | 1 de agosto de 2007     | oposição                  |
| ·   | Clodomil Orsi (interino)             | 1 de agosto de 2007     | 9 de outubro de 2007    | situação                  |
| 31  | Andrés Sanchez                       | 9 de outubro de 2007    | 14 de fevereiro de 2009 | oposição                  |
| 31  | Andrés Sanchez                       | 14 de fevereiro de 2009 | 15 de dezembro de 2011  | oposição                  |
| ·   | Roberto de Andrade (interino)        | 15 de dezembro de 2011  | 11 de fevereiro de 2012 | situação                  |
| 32  | Mário Gobbi Filho                    | 11 de fevereiro de 2012 | 7 de fevereiro de 2015  | situação                  |
| 33  | Roberto de Andrade                   | 7 de fevereiro de 2015  | 3 de fevereiro de 2018  | situação                  |
| 34  | Andrés Sanchez                       | 3 de fevereiro de 2018  | 11 de novembro de 2020  | situação                  |
| ·   | Alexandre Husni (interino)           | 11 de novembro de 2020  | 8 de dezembro de 2020   | situação                  |
| ·   | Edna Murad (interina)                | 8 de dezembro de 2020   | 4 de janeiro de 2021    | situação                  |
| 35  | Duílio Monteiro Alves                | 4 de janeiro de 2021    | 10 de dezembro de 2023  | situação                  |
| ·   | Elie Werdo (interino)                | 10 de dezembro de 2023  | 13 de dezembro de 2023  | situação                  |
| ·   | Luiz Wagner Alcântara (interino)     | 13 de dezembro de 2023  | 19 de dezembro de 2023  | situação                  |
| 35  | Duílio Monteiro Alves                | 19 de dezembro de 2023  | 2 de janeiro de 2024    | situação                  |
| 36  | Augusto Melo                         | 2 de janeiro de 2024    | 26 de maio de 2025      | oposição                  |
|     | Osmar Stabile (interino)             | 26 de maio de 2025      | Atualidade              |                           |

## Eleições

### Eleições 2023
- Data: 25 de novembro de 2023
- Tipo: Eleição direta (sócios)
- Cargos em disputa: Presidente, 2 vice-presidentes e 200 conselheiros treinais

### Candidatos à presidência:[2]
| Chapa                     | Presidente             | Vice-presidente                                            |
|                           |                        |                                                            |
| Salve o Corinthians       | Augusto Pereira Melo   | 1º Osmar Stabille / 2° Armando José Terreri Rossi Mendonça |
| Renovação e Transparência | André Luiz de Oliveira | 1º Milton Leite / 2º Armando José Terreri Rossi Mendonça   |

#### Presidente:[3]
| Colocação   | Chapa                     | Presidente             | Vice-presidente                                          | Votos |
|             |                           |                        |                                                          |       |
| 1º (ELEITO) | Salve o Corinthians       | Augusto Melo           | 1º Osmar Stabille / 2° Armando Mendonça                  | 2771  |
| 2º          | Renovação e Transparência | André Luiz de Oliveira | 1º Milton Leite / 2º Armando José Terreri Rossi Mendonça | 1413  |
|             |                           | Votos em Branco        |                                                          | 39    |
| Votos Nulo  | 82                        |                        |                                                          |       |

#### Conselho Deliberativo (ELEITOS):
| Chapa                        | Votos |
|                              |       |
| Preto no Branco              | 452   |
| Salve o Corinthians          | 355   |
| Paixão Corinthiana           | 324   |
| Movimento Corinthians Grande | 298   |
| São Jorge                    | 297   |
| Fiéis Escudeiros             | 287   |
| Tradição Corinthiana         | 283   |
| Renovação e Transparência    | 279   |

### Eleições 2020
- Data: 28 de novembro de 2020
- Tipo: Eleição direta (sócios)
- Cargos em disputa: Presidente, 2 vice-presidentes e 200 conselheiros treinais

### Candidatos à presidência:[4]
| Chapa                              | Presidente                      | Vice-presidente                                            |
|                                    |                                 |                                                            |
| Augusto Melo - Presidente Oposição | Augusto Pereira Melo            | 1º José Antônio Avenia Neri / 2° Ricardo Fernandes Maritan |
| Renovação e Transparência          | Duílio Nocciolli Monteiro Alves | 1º Elie Werdo / 2º Luiz Wagner Alcantâra                   |
| Reconstrução Corintiana            | Mário Gobbi Filho               | 1º Felipe Legraize Ezabella / 2º Luiz Alberto Bussab       |

#### Presidente:[5]
| Colocação   | Chapa                              | Presidente            | Vice-presidente                             | Votos |
|             |                                    |                       |                                             |       |
| 1º (ELEITO) | Renovação e Transparência          | Duílio Monteiro Alves | 1º Elie Werdo / 2º Luiz Wagner Alcantâra    | 1081  |
| 2º          | Augusto Melo - Presidente Oposição | Augusto Melo          | 1º José Antônio Neri / 2° Ricardo Maritan   | 939   |
| 3º          | Reconstrução Corintiana            | Mário Gobbi Filho     | 1º Felipe Ezabella / 2º Luiz Alberto Bussab | 783   |
|             |                                    | Votos em Branco       |                                             | 56    |
|             |                                    | Votos Nulo            |                                             | 14    |

#### Conselho Deliberativo:
| Colocação   | Chapa                     | Votos |
|             |                           |       |
| 1º (ELEITO) | Preto no Branco           | 303   |
| 2º (ELEITO) | Reconstruir               | 255   |
| 3º (ELEITO) | Renovação e Transparência | 231   |
| 4º (ELEITO) | São Jorge                 | 180   |
| 5º (ELEITO) | Tradição Corintiana       | 169   |
| 6º (ELEITO) | Liberdade Corintiana      | 164   |
| 7º (ELEITO) | Corinthians com Respeito  | 151   |
| 8º (ELEITO) | Valores Corintianos       | 147   |

### Eleições 2018
- Data: 3 de fevereiro de 2018
- Tipo: Eleição direta (sócios)
- Cargos em disputa: Presidente, 2 vice-presidentes e 200 conselheiros trienais
- Candidatos à presidência:[6]

| Chapa                               | Presidente             | Vice-presidente                                |
|                                     |                        |                                                |
| Corinthians Grande                  | Felipe Ezabella        | 1º Fernando Alba / 2°Fábio Carrenho            |
| Corinthians Mais Forte              | Antonio Roque Citadini | 1º Osmar Stábile / 2º Augusto Melo             |
| Democracia Corintiana Participativa | Romeu Tuma Jr          | 1º Ilmar Schiavenatto / 2º Luiz Carlos Bezerra |
| Pró Corinthians                     | Paulo Garcia           | 1º Flávio Adauto / 2º Emerson Piovesan         |
| Renovação e Transparência           | Andrés Sanchez         | 1º Edna Murad Hadlik / Alexandre Husni         |

#### Resultados
Presidente:
| Colocação   | Chapa                               | Presidente             | Vice-presidente                                | Votos |
|             |                                     |                        |                                                |       |
| 1º (ELEITO) | Renovação e Transparência           | Andrés Sanchez         | 1º Edna Murad Hadlik / Alexandre Husni         | 1235  |
| 2º          | Pró Corinthians                     | Paulo Garcia           | 1º Flávio Adauto / 2º Emerson Piovesan         | 832   |
| 3º          | Corinthians Mais Forte              | Antonio Roque Citadini | 1º Osmar Stábile / 2º Augusto Melo             | 803   |
| 4º          | Corinthians Grande                  | Felipe Ezabella        | 1º Fernando Alba / 2°Fábio Carrenho            | 461   |
| 5º          | Democracia Corintiana Participativa | Romeu Tuma Jr          | 1º Ilmar Schiavenatto / 2º Luiz Carlos Bezerra | 278   |
|             |                                     | Votos em Branco        |                                                | 13    |
|             |                                     | Votos Nulo             |                                                | 18    |

Conselho Deliberativo: 
| Colocação   | Chapa                     | Votos |
|             |                           |       |
| 1º (ELEITO) | Preto no Branco           | 412   |
| 2º (ELEITO) | Fiéis Escudeiros          | 274   |
| 3º (ELEITO) | Renovação e Transparência | 232   |
| 4º (ELEITO) | Inteligência Corintiana   | 184   |
| 5º (ELEITO) | Mosqueteiros              | 179   |
| 6º (ELEITO) | Tradição Corintiana       | 169   |
| 7º (ELEITO) | Corinthians Supremo       | 162   |
| 8º (ELEITO) | São Jorge                 | 161   |

### Eleições 2015
Data: 7 de fevereiro de 2015
Tipo: Eleição direta (sócios)
Cargos em disputa: Presidente / 2 Vice-Presidentes / 200 Conselhos Trienais
Candidatos à Presidência:
| Chapa                     | Presidente             | Vice-Presidente                            |
|                           |                        |                                            |
| Pró Corinthians           | Antonio Roque Citadini | 1º Osmar Stábile / 2º Emerson Piovensan    |
| Renovação e Transparência | Roberto de Andrade     | 1º Andre Luiz de Oliveira / 2º Jorge Kalil |

#### Resultados
Presidente:
| Colocação   | Chapa                     | Presidente             | Vice-presidente                            | Votos |
|             |                           |                        |                                            |       |
| 1º (ELEITO) | Renovação e Transparência | Roberto de Andrade     | 1º Andre Luiz de Oliveira / 2º Jorge Kalil | 1848  |
| 2º          | Pró Corinthians           | Antonio Roque Citadini | 1º Osmar Stábile / 2º Emerson Piovensan    | 1393  |
|             |                           | Votos em branco        |                                            | 13    |
|             |                           | Votos nulos            |                                            | 0     |

### Eleições 2012
Data: 11 de fevereiro de 2012
Tipo: Eleição direta (sócios)
Cargos em disputa: Presidente / 2 Vice-Presidentes / 200 Conselhos Trienais
Candidatos à Presidência:
| Chapa                     | Presidente        | Vice-Presidente                         |
|                           |                   |                                         |
| Pró Corinthians           | Paulo Garcia      | 1º Osmar Stábile / 2º Celso Limongi     |
| Renovação e Transparência | Mário Gobbi Filho | 1º Luís Paulo Rosemberg / 2º Elie Werdo |

#### Resultados
Presidente:
| Colocação   | Chapa                     | Presidente      | Vice-Presidente                         | Votos |
|             |                           |                 |                                         |       |
| 1º (ELEITO) | Renovação e Transparência | Mário Gobbi     | 1º Luís Paulo Rosemberg / 2º Elie Werdo | 1920  |
| 2º          | Pró Corinthians           | Paulo Garcia    | 1º Osmar Stábile / 2º Celso Limongi     | 1280  |
|             |                           | Votos em Branco |                                         | 13    |
|             |                           | Votos Nulo      |                                         | 24    |

### Eleições 2009
Data: 14 de fevereiro de 2009
Tipo: Eleição direta (sócios)
Cargos em disputa: Presidente / 2 Vice-Presidentes
Candidatos à Presidência:
| Presidente     | Vice-Presidente                                     |
|                |                                                     |
| Andrés Sanchez | 1º Roberto de Andrade / 2º Manoel Felix Cintra Neto |
| Osmar Stábile  | 1º Maria Aparecida Filippini / 2º Ilmar Schiavenato |
| Paulo Garcia   | 1º Antônio Roque Citadini / 2º Emerson Piovesan     |

#### Resultados
Presidente:
| Colocação   | Presidente     | Vice-Presidente                                     | Votos |
|             |                |                                                     |       |
| 1º (ELEITO) | Andrés Sanchez | 1º Roberto de Andrade / 2º Manoel Felix Cintra Neto | 1675  |
| 2º          | Paulo Garcia   | 1º Antônio Roque Citadini / 2º Emerson Piovesan     | 586   |
|             | Paulo Garcia   | 1º Antônio Roque Citadini / 2º Emerson Piovesan     | 214   |

### Eleições (Suplementar) 2007↑
Data: 9 de outubro de 2007
Tipo: Eleição indireta (Membros do Conselho Deliberativo)
Cargos em disputa: Presidente / 1 Vice-Presidente
Candidatos à Presidência:
| Presidente     | Vice-Presidente |
|                |                 |
| Andrés Sanchez | Heleno Maluf    |
| Osmar Stábile  |                 |
| Paulo Garcia   |                 |

#### Resultados
Presidente:
| Colocação   | Presidente     | Vice-Presidente | Votos |
|             |                |                 |       |
| 1º (ELEITO) | Andrés Sanchez | Heleno Maluf    | 175   |
| 2º          | Paulo Garcia   |                 | 158   |
|             | Osmar Stábile  |                 | 14    |
|             |                | Votos branco    | 3     |

### Eleições 2006
Data: 3 de fevereiro de 2006
Tipo: Eleição indireta (Membros do Conselho Deliberativo)
Cargos em disputa: Presidente / 3 Vice-Presidentes
Candidatos à Presidência:
| Presidente     | Vice-Presidente                                                     |
|                |                                                                     |
| Alberto Dualib | Nesi Curi / Clodomil Orsi / Wilson Bento                            |
| Waldemar Pires | Antônio Roque Citadinni / Sérgio Scarpelli / Miguel Marques e Silva |

#### Resultados:[19]
Presidente: 
| Colocação   | Presidente     | Vice-Presidente                                                     | Votos |
|             |                |                                                                     |       |
| 1º (ELEITO) | Alberto Dualib | Nesi Curi / Clodomil Orsi / Wilson Bento                            | 241   |
| 2º          | Waldemar Pires | Antônio Roque Citadinni / Sérgio Scarpelli / Miguel Marques e Silva | 44    |
|             |                | Votos branco                                                        | 2     |
|             |                | Votos Nulos                                                         | 18    |

### Eleições 2003
Data: 3 de fevereiro de 2003
Tipo: Eleição indireta (Membros do Conselho Deliberativo)
Cargos em disputa: Presidente
Observação: Alberto Dualib se apresentou como candidato único e foi aclamado presidente pelos membros do conselho. 

### Eleições 1998
Data: 19 de setembro de 1998
Tipo: Eleição direta (sócios)
Cargos em disputa: Presidente
Candidatos à Presidência:
| Presidente      | Vice-Presidente |
|                 |                 |
| Alberto Dualib  |                 |
| Marlene Matheus | Waldemar Pires  |

#### Resultados
Presidente:
| Colocação   | Presidente      | Vice-Presidente | Votos |
|             |                 |                 |       |
| 1º (ELEITO) | Alberto Dualib  |                 | 5095  |
| 2º          | Marlene Matheus | Waldemar Pires  | 1102  |